# Keechant Sewell

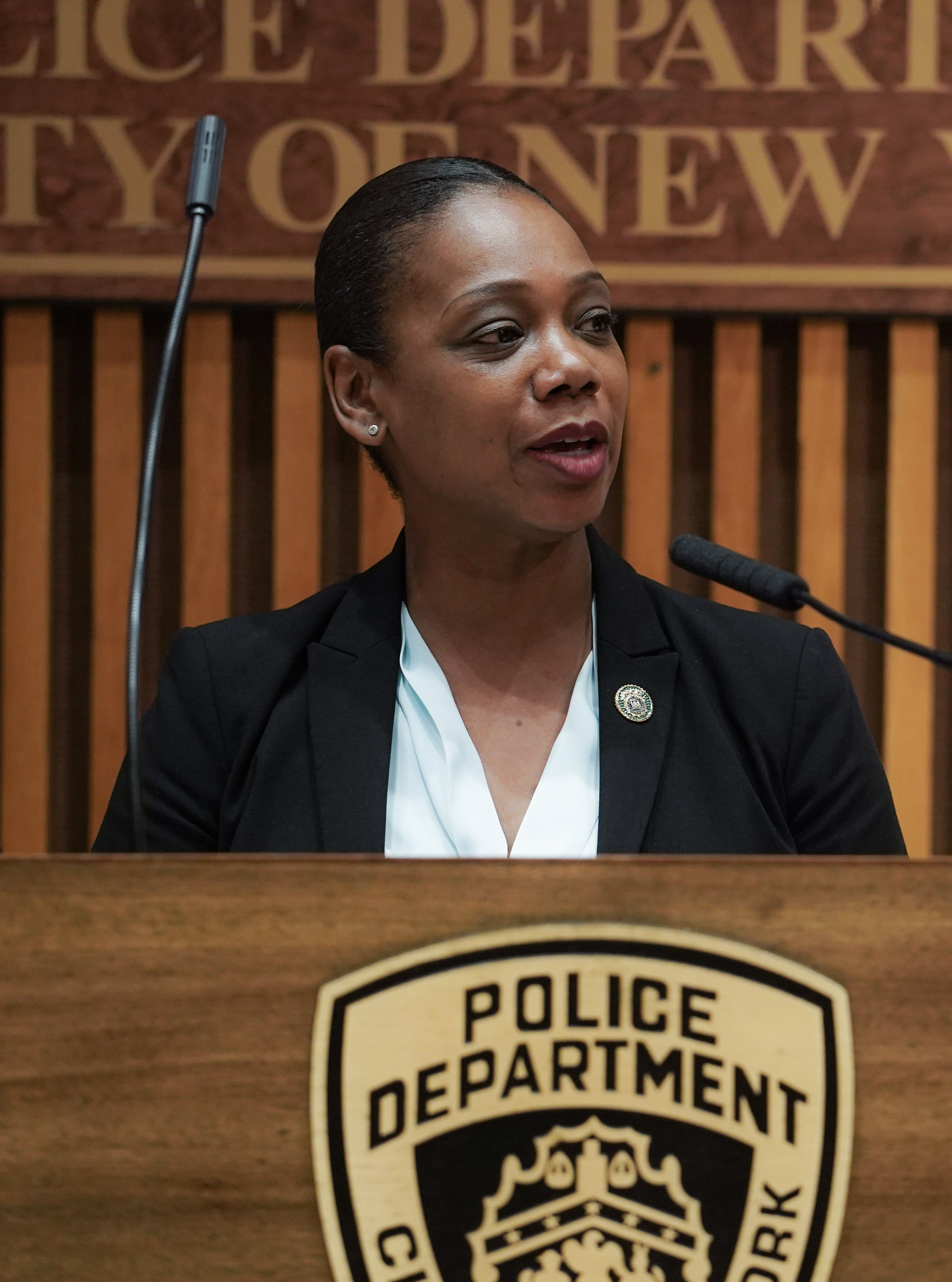
Keechant Sewell (2022)

Keechant L. Sewell (geboren am 2. April 1972) ist eine US-amerikanische Sicherheitsmanagerin und ehemalige Polizistin. Von Jahresbeginn 2022 bis Juni 2023 leitete sie in New York City als 45. Police Commissioner das New York City Police Department, die Polizeibehörde der Stadt mit 52 000 Beschäftigten und größte Polizeieinheit in den Vereinigten Staaten. Sewell war die dritte Person afroamerikanischer Abstammung und die erste Frau in dieser Position. Seit Herbst 2023 ist sie Sicherheitsmanagerin auf Vorstandsebene der New York Mets.

## Leben
Sewell stammt aus Queens, einem der fünf Stadtbezirke von New York City. Ihre frühe Kindheit verbrachte sie in den Sozialbauten von Queensbridge Houses, später lebte sie in den Stadtteilen Corona und Jamaica. Stand Dezember 2021 ist Sewell in Valley Stream auf Long Island zuhause, ist unverheiratet und hat keine Kinder.

## Karriere

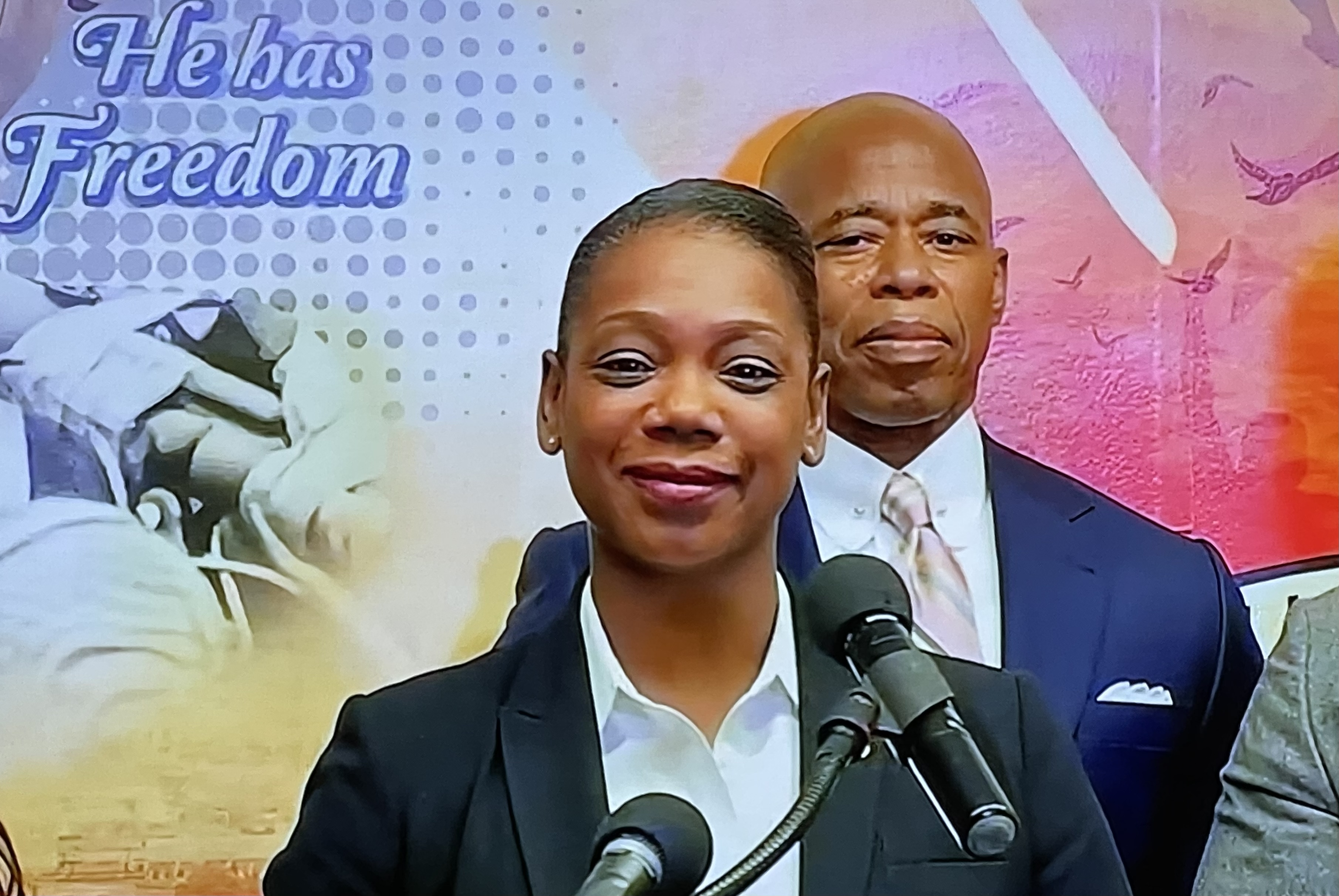
Keechant Sewell bei der Vorstellung gegenüber der Presse durch den designierten Bürgermeister Eric Adams (2021)

Sewell war seit 1997 im Polizeidienst. Beim FBI durchlief Sewell Spezialausbildungen in Terrorismusbekämpfung und im Verhandeln mit Geiselnehmern. Vor ihrem Wechsel an die Spitze des NYPD war sie 23 Jahre bei der Polizei des benachbarten Nassau County beschäftigt, zuletzt in leitender Position als Chief of Detectives. Das Amt übernahm sie auf Vorschlag des 2021 gewählten New Yorker Bürgermeisters Eric Adams, einem früheren Polizisten des NYPD. Ihr Vorgänger war Dermot Shea. Obwohl bereits erwartet worden war, dass die Position von einer Frau übernommen werden würde, galt Sewells Berufung als Überraschung.

“I’m very humbled to even be considered for this and it’s an extraordinary opportunity. And I take it very seriously, the historic nature of this.”

„… voller Respekt, für die Aufgabe in Betracht gezogen worden zu sein, und sehe die historische Bedeutung des Schritts.“

Am 12. Juni 2023 gab Adams den Rücktritt Sewells zum Monatsende bekannt. Er teilte keine Gründe mit und lobte Sewells Charakter und Leistungen. Inoffiziell wird über kleinteilige Einflussnahme aus Adams’ engstem Umfeld auf die Personalauswahl und -führung bei der Polizei berichtet, mit der Sewells Autorität eingeschränkt worden sein soll. Insbesondere soll Adams disziplinarische Maßnahmen gegen den höchsten uniformierten Polizeibeamten, Chief of Department Maddrey, unterbunden haben, die Sewell aus dienstrechtlichen Gründen erwirken wollte.
Am 27. November 2023 trat Sewell, erstmals in der Privatwirtschaft beschäftigt, beim Unterhaltungsunternehmen New York Mets die neu geschaffene Position der Senior Vice President for Security and Guest Experience ‚Sicherheits- und Erlebnismanagerin auf Vorstandsebene‘ an. Sie ist u. a. für die Sicherheit des Sportstadions Citi Field in ihrem Heimat-Stadtbezirk Queens zuständig.

## Trivia

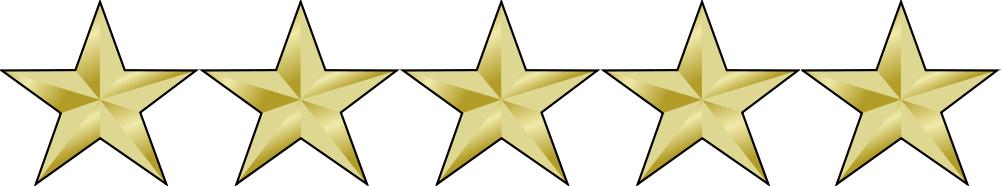
Rangabzeichen des NYPD-Commissioners

Mit Laura Kavanagh, welche als Fire Commissioner das höchste zivile Leistungsamt der städtischen Berufsfeuerwehr New York City Fire Department (FDNY) bekleidet, und Keechant Sewell als Police Commissioner standen 2022 erstmals in der über 150-jährigen Geschichte beider Institutionen Frauen an der Spitze der jeweiligen Institutionen. Zugleich war Jessica S. Tisch Commissioner des New York City Department of Sanitation, die im November 2024 zur Police Commissioner ernannt wurde.